# Land Rover Perentie
Land Rover Perentie — прозвище Land Rover 110, производимого JRA Limited для Австралийской армии, а также частично изготавливаемого и собираемого в Мурбанке, Новый Южный Уэльс, в 1980-х и 1990-х годах. Существовали два контракта на производство: первый в 1988 году и второй десять лет спустя. Perentie базировался на Land Rover Defender 110 и был представлен в 1987 году для замены устаревшего парка Land Rovers серии 2A и 3.
Land Rover Perenties производились в вариантах 4x4 и 6x6 и оснащались четырехцилиндровым дизельным двигателем Isuzu 4BD1 объемом 3,9 литра или турбированным 4BD1-T . Они зарекомендовали себя как в Австралии, так и в ходе международных операций, включая Сомали, Восточный Тимор, Соломоновы острова, Ирак и Афганистан.

## Дизайн
Основные отличия между Land Rover Perentie и британскими Land Rovers заключаются в перемещении запасного колеса в заднюю часть грузового отсека, гальванизированной раме и двигателе Isuzu. В оригинальном контракте армии предусматривались различные особенности, включая способность выдерживать подвешивание вертолетом за один угол без искажения рамы. У версии 6x6 более широкая кабина и задние оси с листовыми пружинами, делящими нагрузку. В 6x6 также установлен турбокомпрессор. Оригинальный заказ включал 2500 транспортных средств 4x4 и 400 6x6 между 1987 и 1990 годами, позднее было добавлено еще транспортных средств в рамках проекта Bushranger. Все транспортные средства были оборудованы средствами блокировки и конвойной сигнализации. У Perentie 6X6 колесная база от передней оси ко второй оси составляет 3040 мм (119,7"), а до задней оси - 3940 мм (155 дюймов).

## История
Название Perentie происходит от успешного предложения Land Rover в рамках проекта Perentie, официального австралийского военного испытания для выбора новых легких транспортных средств массой 1 и 2 тонны. Во время испытаний проекта Perentie Land Rover/Isuzu 110 и варианты 6x6 были сравнены с Jeep AM10, Mercedes-Benz 300GD и Unimog, а Toyota Land Cruiser была оценена два года спустя. Название происходит от ящерицы Perentie (Varanus giganteus), самой крупной из видов гоанны, естественно обитающей в Австралии.
В феврале 2013 года Perenties вывели из строя, и оставшиеся находящиеся в эксплуатации автомобили были заменены на Mercedes-Benz G-Wagens в рамках проекта Land 121.Транспортные средства Perentie заменяются не бронированными Mercedes G-Wagens.
Автомобили Land Rover, построенные для ADF в рамках проекта Perentie (1984-92) и контрактов Bushranger (1992-98), были специально разработанными 4x4 и 6x6 транспортными средствами, построенными в Мурбанке (Perentie) или Аделаиде (Bushranger), и имели различные двигатели и системы передач по сравнению с построенными в Solihull, на базе Defender, автомобилями Land Rover 110, вновь заказанными. Джордж Фаулер, инженер LRA, ответственный за разработку этого последнего автомобиля Land Rover 110 на основе производства, заявил, что заказ на новый Defender TD5 был прорывом для LRA в программе закупки военных транспортных средств ADF.
ADF решило использовать серийный автомобиль, предназначенный для десятилетнего срока службы. Это решение признает увеличенные уровни надежности и долговечности производимого в Solihull Defender 110 с новым двигателем Td5.
Джордж Фаулер и его команда инженеров разработали концептуальное транспортное средство на основе серийного Land Rover 110, которое было похоже на существующие транспортные средства Land Rover 4x4 Perentie и Bushranger по расположению управления водителем и вспомогательным оборудованием.